# Porte des Pierres Dorées
Porte des Pierres Dorées is een gemeente in het Franse departement Rhône (regio Auvergne-Rhône-Alpes). De plaats maakt deel uit van het arrondissement Villefranche-sur-Saône. Porte des Pierres Dorées telde op 1 januari 2022 4.079 inwoners.

## Geschiedenis
De fusiegemeente Porte des Pierres Dorées ontstond op 1 september 2017 uit de voormalige gemeenten Liergues en Pouilly-le-Monial. Op 1 januari 2019 werd de gemeente Jarnioux bij Porte des Pierres Dorées gevoegd.
Bij het oprichten van de commune nouvelle werd Pouilly-le-Monial ingesteld als hoofdplaats van de gemeenten. Per 15 maart 2024 is Liergues de hoofdplaats van de gemeente geworden.

## Geografie
Porte des Pierres Dorées ligt in de streek Beaujolais. De belangrijkste rivier in de gemeente is de Merloup (of Merloux) die ontspringt in Theizé en uitmondt in de Morgon, een zijrivier van de Saône (die een zijrivier is van de Rhône) die uitmondt bij Gleizé. Deze wordt gevoed door een paar beekjes die de gemeente doorkruisen, zoals l'Ombre, Pouilly of Vernayet.

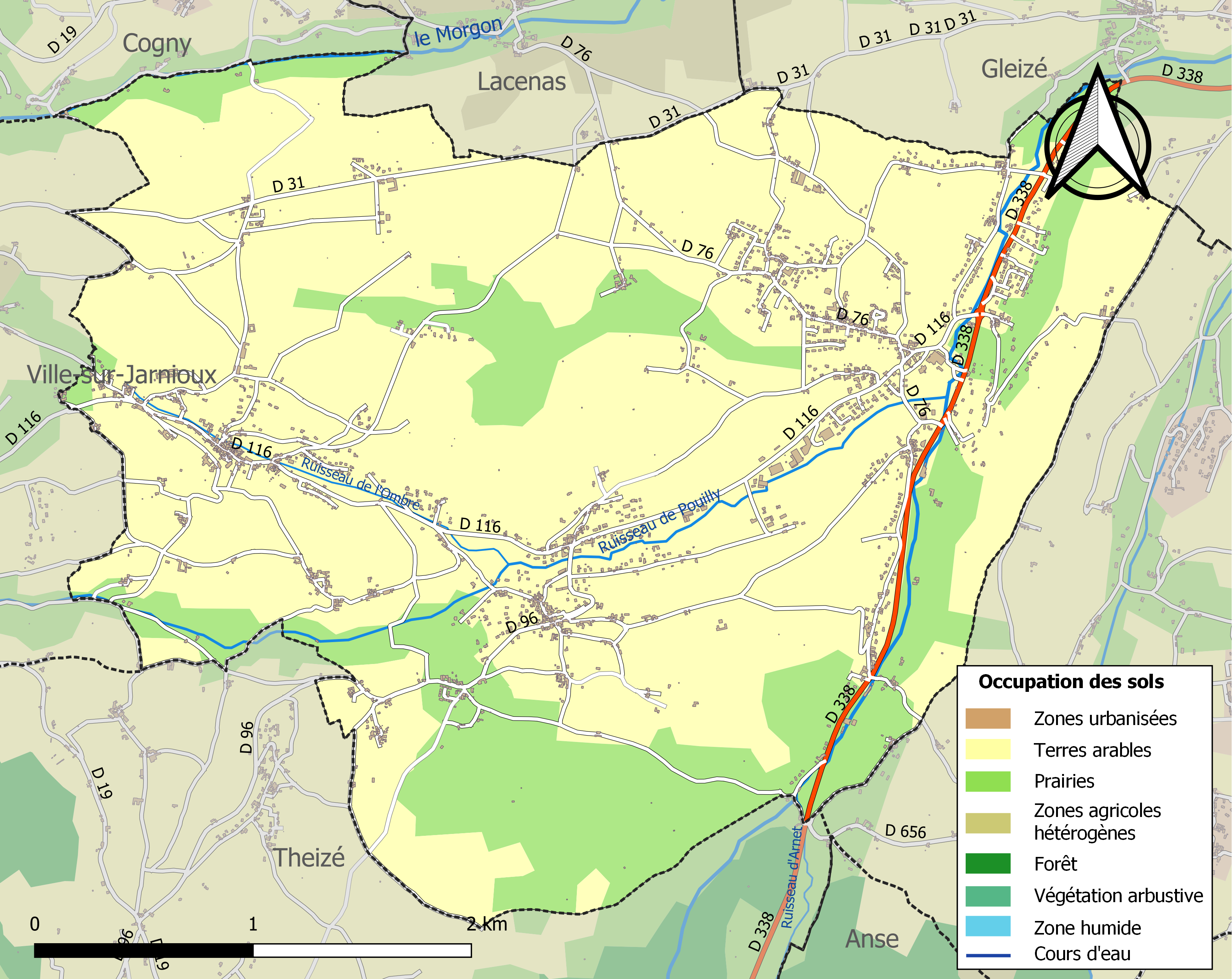
Kaart van de gemeente met de belangrijkste infrastructuur, bodemgebruik en omliggende gemeenten

De oppervlakte van Porte des Pierres Dorées bedroeg op 1 januari 2022 9,13 vierkante kilometer; de bevolkingsdichtheid was toen 446,8 inwoners per km².
Porte des Pierres Dorées grenst aan Cogny, Gleizé, Lacenas, Limas, Pommiers, Theizé en Ville-sur-Jarnioux.

## Naam
De naam Porte des Pierres Dorées verwijst naar het gebruik van goudkleurige kalksteen in de huizen van de drie dorpen, evenals in die van de naburige gemeenten Theizé, Ville-sur-Jarnioux en Frontenas.